# Спрінгпорт (Мічиган)
Спрінгпорт (англ. Springport) — селище (англ. village) в США, в окрузі Джексон штату Мічиган. Населення — 776 осіб (2020).

## Географія
Спрінгпорт розташований за координатами 42°22′42″ пн. ш. 84°41′47″ зх. д. / 42.37833° пн. ш. 84.69639° зх. д. (42.378335, -84.696476).  За даними Бюро перепису населення США в 2010 році селище мало площу 3,26 км², уся площа — суходіл.

## Демографія
Згідно з переписом 2010 року, у селищі мешкало 800 осіб у 293 домогосподарствах у складі 207 родин. Густота населення становила 245 осіб/км².  Було 312 помешкання (96/км²).
Расовий склад населення:
| - 96,1 % — білих - 0,5 % — корінних американців - 0,4 % — азіатів - 0,1 % — чорних або афроамериканців |

До двох чи більше рас належало 2,3 %. Частка іспаномовних становила 1,9 % від усіх жителів.
За віковим діапазоном населення розподілялося таким чином: 29,0 % — особи молодші 18 років, 60,6 % — особи у віці 18—64 років, 10,4 % — особи у віці 65 років та старші. Медіана віку мешканця становила 33,6 року. На 100 осіб жіночої статі у селищі припадало 89,6 чоловіків;  на 100 жінок у віці від 18 років та старших — 85,6 чоловіків також старших 18 років.
Середній дохід на одне домашнє господарство  становив 46 146 доларів США (медіана — 39 643), а середній дохід на одну сім'ю — 51 611 долар (медіана — 42 411). Медіана доходів становила 42 500 доларів для чоловіків та 31 667 доларів для жінок. За межею бідності перебувало 25,4 % осіб, у тому числі 34,7 % дітей у віці до 18 років та 6,2 % осіб у віці 65 років та старших.
Цивільне працевлаштоване населення становило 274 особи. Основні галузі зайнятості: виробництво — 29,2 %, освіта, охорона здоров'я та соціальна допомога — 16,8 %, будівництво — 12,4 %, транспорт — 10,9 %.